# 安东宁·金斯基
安东宁·金斯基（捷克語：Antonín Kinský，1975年5月31日—），捷克前男子足球运动员，场上位置是守门员。他曾代表捷克国家队参加2004年欧洲足球锦标赛，结果队伍止步半决赛。